# Body Count (jeu vidéo, Capstone)
Pour les articles homonymes, voir Body Count.
 (décembre 2018).
Si vous disposez d'ouvrages ou d'articles de référence ou si vous connaissez des sites web de qualité traitant du thème abordé ici, merci de compléter l'article en donnant les références utiles à sa vérifiabilité et en les liant à la section « Notes et références ».
Body Count — appelé Operation Body Count aux États-Unis — est un jeu de tir à la première personne développé par Capstone Software destiné au PC et sorti en 1994.

## Principe de jeu
Des terroristes ont pris en otage le siège des Nations unies à New York, votre équipe d'intervention et vous-même êtes appelés pour secourir les otages. Le jeu se veut réaliste d'après le distributeur, cependant deux faits sont difficilement concevables :
- Pour accéder à l'immeuble, le groupe d'intervention décide de passer dans les égouts où il est attaqué par divers monstres tel des rats mutants géants.
- Pour quitter certains étages, il faut trouver des passages secrets dissimulés dans les murs.

## Système de jeu
Le jeu se joue au clavier en utilisant les croix directionnelles pour se mouvoir, la barre espace pour tirer et les chiffres pour changer d'armes (Shotgun, Uzi, Grenade Launchers, lance Flamme, ...). Le contrôle classique mis au point avec Wolfenstein 3D, mais avec une innovation surprenante pour l'époque, la touche A permet d'appeler ses équipiers de la troupe d'intervention à tout moment pour de l'aide. L'ennui est l'intelligence limitée de ces hommes : ils mettent facilement 1 minute pour venir et peuvent partir en pleine bataille.
Certains niveaux sont mal conçus, ils sont bâtis sur le principe je sors de l'ascensceur, je nettoie l'étage et je cherche l'escalier, ou vice versa. Or certains niveaux ont la même entrée et sortie permettant lorsqu'on le sait de le finir en 5 secondes en repartant aussitôt entré sans rien faire, ou lorsqu'on l'ignore passer des dizaines de minutes après avoir nettoyé l'étage à chercher un passage secret inexistant.

### Caractéristiques
Le jeu est basé sur le moteur graphique de Wolfenstein 3D d'Id Software. Ce moteur est exploité au maximum par les développeurs, ils introduisent les impacts de balle sur les murs, la possibilité de détruire toutes surfaces vitrées, mais aussi certaines cloisons au lance grenades.
Cependant, la plupart des étages de l'immeuble se ressemblent donnant parfois l'impression de refaire le niveau. Mais surtout il souffre de la comparaison graphique avec Doom sorti un an plus tôt en 1993 avec un moteur graphique plus élaboré. Le choix de l'ancien moteur serait dû à des raisons financières.

## À noter
- Un autre jeu, nommé aussi Body Count est sorti en 1994 sur Mega Drive, il s'agit d'un jeu de tir au pistolet.